# Вальє-дель-Ретортільйо
Вальє-дель-Ретортільйо (ісп. Valle del Retortillo) — муніципалітет в Іспанії, у складі автономної спільноти Кастилія-і-Леон, у провінції Паленсія. Населення — 174 особи (2010).
Муніципалітет розташований на відстані близько 220 км на північний захід від Мадрида, 30 км на північний захід від Паленсії.
На території муніципалітету розташовані такі населені пункти: (дані про населення за 2010 рік)
- Абастас: 43 особи
- Абастільяс: 8 осіб
- Аньйоса: 27 осіб
- Вільялумбросо: 51 особа
- Вільятокіте: 45 осіб

## Демографія
Динаміка населення (INE ):